# Huncovce (przystanek kolejowy)
Huncovce – przystanek kolejowy znajdujący się we wsi Huncowce, w kraju preszowskim, na linii kolejowej nr 185 (Słowacja), na Słowacji.